# جبل المستندر
جبل المستندر أحد جبال المدينة المنورة، هو جبل صغير يبلغ ارتفاعه نحو ثلاثة أمتار، وقد أورده السمهودي وقال إنه يقع في شرقي مشهد النفس الزكية بمنزلة الحاج الشامي، والمسافة ما بينه وبين المشهد المذكور نحو اثنان وثمانين متر، وقد كان هذا الجبل في منازل المهاجرين من بني الديل في عهد صاحب الرسالة الرسول، وهو الآن متمثلا في هضبة مائلة يقع فوقها سبيل داوود باشا وإيوان بستانه.